# مجدآباد (مرودشت)
مجدآباد (مرودشت)، روستایی از توابع بخش مرکزی شهرستان مرودشت در استان فارس ایران است.

## جمعیت
این روستا در دهستان مجدآباد قرار دارد و براساس سرشماری مرکز آمار ایران در سال ۱۳9۵، جمعیت آن 8970 نفر(1300خانوار) بوده‌است.